# Geranium jahnii
Geranium jahnii är en näveväxtart som beskrevs av Paul Carpenter Standley. Geranium jahnii ingår i släktet nävor, och familjen näveväxter. Inga underarter finns listade i Catalogue of Life.